# Paul Fannin

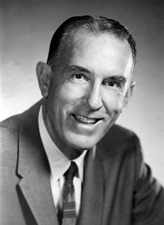

Paul Jones Fannin (29 de janeiro de 1907 - 13 de janeiro de 2002) foi um político norte-americano que foi governador do estado norte-americano do Arizona, no período de 1959 a 1965, pelo Partido Republicano.